# Ewout van Asbeck
Willem Ewout baron van Asbeck (Den Haag, 5 augustus 1956) is een voormalig Nederlands hockeyer.

## Loopbaan
Van Asbeck speelde in de periode 1978-1984 108 interlands voor de Nederlandse hockeyploeg waarin hij 11 keer doel trof. Hij nam eenmaal deel aan de Olympische Spelen, maar won hierbij geen medailles.
Hij maakte deel uit van de selectie die zesde werd op de Olympische Spelen 1984 in Los Angeles. In Nederland speelde Van Asbeck in de Hoofdklasse voor Klein Zwitserland net als zijn oudere broer.
Na de Olympische Spelen zette hij een punt achter zijn sportcarrière. Daarna werd hij fiscalist.

## Familie
Mr. W.E. baron van Asbeck is een telg uit het geslacht Van Asbeck en de zoon van mr. Henrik Jan baron van Asbeck (1924-2011), particulier secretaris en hoofd particulier secretariaat prinses Beatrix en prins Claus der Nederlanden, en  Sonja Francisca Driessen (1924-2018), en de jongere broer van Peter van Asbeck. Hij trouwde in 1987 met een juriste en kreeg met haar twee dochters en een zoon.
Peter van Asbeck · 
Ewout van Asbeck · 
Lex Bos · 
Roderik Bouwman · 
Cees Jan Diepeveen · 
Theodoor Doyer · 
Maarten van Grimbergen · 
Arno den Hartog · 
Tom van 't Hek · 
Pierre Hermans · 
René Klaassen · 
Hans Kruize · 
Jan Hidde Kruize · 
Ties Kruize · 
Eric Pierik · 
Ron Steens ·
Coach: Wim van Heumen